# Tat'jana Golikova
Tat'jana Alekseevna Golikova (in russo Татьяна Алексеевна Го́ликова?; Mytišči, 9 febbraio 1966) è una politica ed economista russa che ricopre il ruolo di Vice Primo Ministro della Russia per le politiche sociali, il lavoro, la salute e le pensioni dal 2018. Dal 2007 al 2012 è stata Ministro della Salute e dello Sviluppo Sociale e dal 2013 al 2018 Presidente della Camera dei conti della Russia. Ha il grado civile di Consigliere di Stato effettivo della Federazione Russa di 1ª classe.

## Biografia
È nata nel febbraio 1966 a Mytishchi nella famiglia di Alexei Gennadievich e Lyubov Mikhailovna Golikov. Suo padre lavorava in una fabbrica, sua madre lavorava come merchandiser. Si è diplomata al liceo nel villaggio di Lesnoy Gorodok, distretto di Odintsovo. Durante gli anni di studio è stata l'organizzatrice Komsomol della scuola. Ortodossa, è stata battezzata all'età di 22 anni
Nel 1987 si è laureata presso l'Università russa di economia Plechanov con una specializzazione in economia del lavoro. Nel 2005 ha discusso il dottorato all'Università di Ingegneria ed Economia di San Pietroburgo sotto la supervisione di Mikhailushkin A. I. 
Golikova ha iniziato a lavorare come economista presso il Dipartimento del Bilancio di Stato presso il Ministero delle Finanze dal 1990 al 1992. Dal 1992 al 1995 è passata a ricoprire la carica di Capo economista sempre al Dipartimento del Bilancio di Stato presso il Ministero delle Finanze, è stata poi Vice Capo del Dipartimento del Bilancio dal 1995 al 1998. Da aprile ad agosto 1998 ha ricoperto la carica di Capo del Dipartimento del Bilancio di Stato prima di diventare Capo del Dipartimento per le Politiche di Bilancio dall'agosto 1998 al luglio 1999.
È stata Vice Ministro delle Finanze dal luglio 1999 al 2002, Primo Vice Ministro delle Finanze dal 2002 al 2004 e Vice Ministro delle Finanze dal 2004 al settembre 2007.

### Ministro della Salute
Nel settembre 2007, Golikova è stata nominata Ministro della Salute e dello Sviluppo Sociale della Federazione Russa nel governo di Viktor Zubkov, assumendo l'incarico dopo il licenziamento di Mikhail Zurabov. Golikova ha ricevuto da Vladimir Putin la proposta per la nuova nomina.
Nel maggio 2008, con decreto del neoeletto e insediato Presidente della Russia Dmitry Medvedev, è stata riconfermata alla carica di Ministro della Salute e dello Sviluppo Sociale della Federazione Russa nel governo di Vladimir Putin. Dal 2009 è contemporaneamente presidente del consiglio del Fondo federale di assicurazione medica obbligatoria d'ufficio. Nel gennaio 2010 è diventata membro della Commissione governativa per lo sviluppo economico e l'integrazione.
Durante il periodo di Tat'jana Golikova presso il Ministero della salute e dello sviluppo sociale della Russia, è stata attuata una riforma delle pensioni, che ha portato all'unificazione delle parti di base e assicurative della pensione, alla sostituzione dell'imposta sociale unificata (UST) con premi assicurativi, aumento della quota contributiva dal 26 al 34% e avvio di un programma di cofinanziamento pensionistico. La circolazione dei medicinali riceve una nuova regolamentazione: viene adottata una legge che introduce un nuovo sistema di regolazione dei prezzi dei medicinali e stabilisce nuovi requisiti per l'industria farmaceutica. Inoltre, sotto la guida di Golikova, sono stati lanciati numerosi programmi, tra cui la creazione di un servizio nazionale di sangue, la prevenzione di malattie gravi (salute oncologica, cardiovascolare, riproduttiva), la creazione di centri traumatologici lungo le strade principali. Una serie di iniziative di Golikova, come la riforma del sistema pensionistico e la sostituzione della tassa sociale unificata con premi assicurativi, hanno provocato una forte reazione da parte del Ministero dello Sviluppo Economico e del Ministero delle Finanze. Tuttavia Golikova è riuscita a difendere la sua posizione, che è stata spiegata, tra l'altro, dalla fiducia di Vladimir Putin.
Sotto la sua guida, è stato anche attuato il progetto nazionale "Salute", un programma per migliorare la qualità dell'assistenza medica. Nel 2010, la Golikova ha presentato alla Duma di Stato una bozza del programma statale "Ambiente accessibile" al fine di fornire l'accesso alle strutture alle persone con disabilità e ad altre persone con mobilità ridotta e migliorare il loro tenore di vita. Questo è stato il primo passo verso l'attuazione in Russia della Convenzione delle Nazioni Unite "sui diritti delle persone con disabilità".

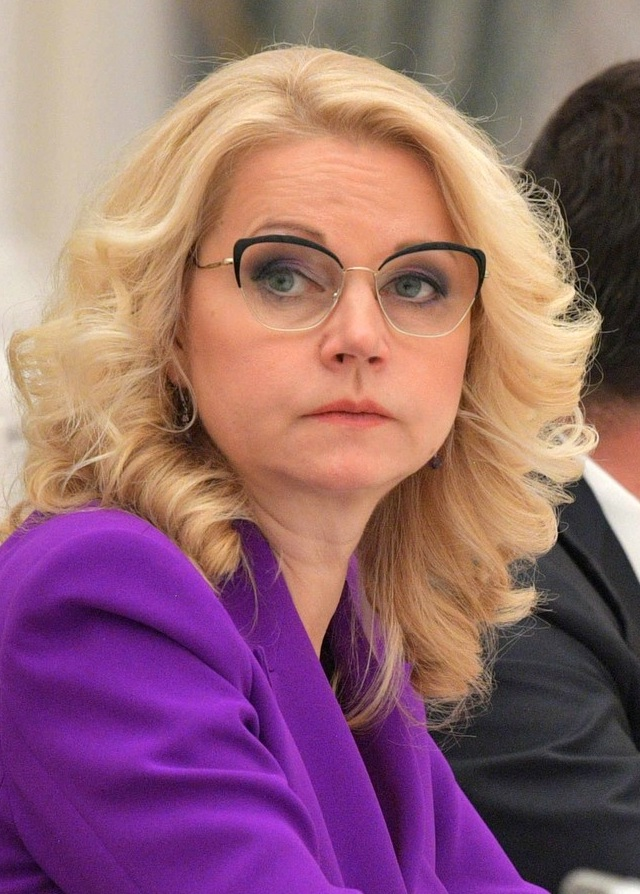
Tat'jana Golikova nel 2018

### Vice Primo Ministro
Il 18 maggio 2018, Golikova è stata nominata vice primo ministro nel Secondo Gabinetto di Dmitry Medvedev. Il 21 gennaio 2020 ha mantenuto la sua posizione nel gabinetto di Mikhail Mishustin.
In qualità di alto funzionario del governo della Federazione Russa, il 9 giugno 2021 Golikova è stata inclusa nell'elenco di coloro contro i quali l'Ucraina impone sanzioni personali in connessione con l'aggressione militare della Federazione Russa contro l'Ucraina.

## Vita privata
Golikova è stata sposata una prima volta con Andrei Vladimirovich Drovosekov, top manager dell'azienda Severstal, vive e lavora stabilmente a Vienna, Austria. Il matrimonio è durato cinque anni.
Nel 2003 si è sposata una seconda volta con Viktor Khristenko, ex ministro dell'Industria e del Commercio e in seguito dirigente del consiglio della Commissione economica euroasiatica.  Golikova non ha figli suoi. È co-proprietaria dell'azienda farmaceutica Nanolek, fondata dal figliastro Vladimir Khristenko. Nel 2001 Viktor Khristenko e Tatyana Golikova hanno creato la Fondazione di beneficenza per la rinascita del Monastero della Santa Dormizione di Staritsky. Alcuni importanti uomini d'affari hanno anche agito come co-fondatori del fondo. Per la partecipazione al restauro del monastero, Golikov e Khristenko hanno ricevuto premi ecclesiastici.